# Spytkowice (gmina w powiecie wadowickim)
Spytkowice – gmina wiejska w województwie małopolskim, w powiecie wadowickim. W latach 1975–1998 gmina położona była w województwie bielskim. Siedziba gminy to Spytkowice.
Według danych z 31 marca 2011 gminę zamieszkiwało 10 121 osób.

## Historia
Gmina zbiorowa Spytkowice została utworzona 1 sierpnia 1934 roku w powiecie wadowickim w woj. krakowskim z dotychczasowych jednostkowych gmin wiejskich: Bachowice, Lipowa, Łączany, Miejsce, Półwieś, Ryczów, Spytkowice, Woźniki i Zygodowice.
Podczas II wojny światowej przedzielona granicą państwową. Bachowice (Langenbachdorf), Miejsce (Meßten), Spytkowice (Spittkau) i Woźniki (Schauenfurt) włączono do III Rzeszy. Pozostały obszar gminy (Lipowa, Łączany, Półwieś, Ryczów i Zygodowice) znalazł się w Generalnym Gubernatorstwie, gdzie został przyłączony do gminy Brzeźnica w powiecie Krakau-Land w dystrykcie krakowskim.
Po wojnie, gminę Spytkowice w oryginalnym składzie przywrócono na krótki czas (ponownie w powiecie wadowickim, woj. krakowskim), lecz już 27 lipca 1945 roku przekształcono ją w gminę Ryczów z siedzibą w Ryczowie. Gmina Ryczów została zniesiona 29 września 1954 roku wraz z reformą wprowadzającą gromady w miejsce gmin.
W związku z reaktywowaniem gmin 1 stycznia 1973, przywrócono gminę Spytkowice (nie odtworzono gminy Ryczów). Nowa gmina Spytkowice objęła zaledwie pięć z jej dawnych dziewięciu gromad/sołectw – Bachowice, Lipową, Miejsce, Ryczów i Spytkowice. W skład gminy Brzeźnica weszły Łączany i Półwieś, natomiast w skład gminy Tomice – Woźniki i Zygodowice.
1 stycznia 2007 Półwieś powróciła do gminy Spytkowice.

## Struktura powierzchni
Według danych z roku 2002 gmina Spytkowice ma obszar 47,03 km², w tym:
- użytki rolne: 71%
- użytki leśne: 10%

Gmina stanowi 7,28% powierzchni powiatu.

## Demografia

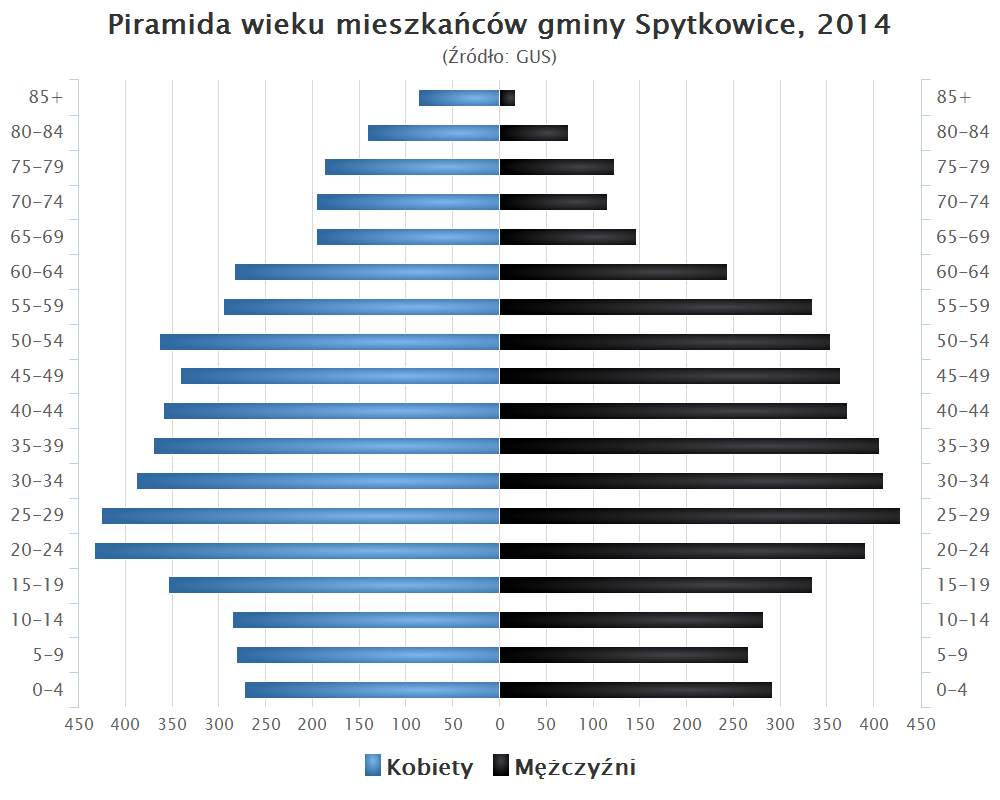
Piramida wieku mieszkańców gminy Spytkowice w 2014 roku

Dane z 31.12.2011 r. GUS:
| Opis                              | Ogółem | Ogółem | Kobiety | Kobiety | Mężczyźni | Mężczyźni |
| --------------------------------- | ------ | ------ | ------- | ------- | --------- | --------- |
| jednostka                         | osób   | %      | osób    | %       | osób      | %         |
| populacja                         | 10121  | 100    | 5195    | 51,3    | 4926      | 48,6      |
| gęstość zaludnienia (mieszk./km²) | 197,4  | 197,4  | 101     | 101     | 96,4      | 96,4      |

## Miejscowości w gminie
- Bachowice
- Ryczów
- Spytkowice
- Miejsce
- Lipowa
- Półwieś

## Wspólnoty religijne
- Kościół rzymskokatolicki: 4 parafie
- Świadkowie Jehowy: zbór[12]

## Sąsiednie gminy
Alwernia, Brzeźnica, Czernichów, Tomice, Zator